# Страстни устни
Страстни устни (Palicourea elata, бившо Psychotria Elata), известно още като горещи устни или устните на проститутката (на испански: labios de puta), е вид тропическо растение, дървовиден храст, от семейство брошови (Rubiaceae).

## Разпространение и местообитание
Местообитанието му варира от дъждовни гори от Централна до Южна Америка, в страни като Мексико, Коста Рика, Еквадор, Панама и Колумбия. Растението е изключително чувствително и изисква специфичен климат, за да расте – възможно най-близък до този на тропическите гори.

## Описание
Страстните устни са най-забележителни със своите ясно оформени червени прицветници, заради които носи и името „Горещи устни“ или „Страстни устни“. Точно като човешките устни, растението варира в различни форми.
В центъра на „червените устни“ (които се считат за цветове, но всъщност са листа) има бели цветове, които почти не се виждат. Плодовете имат овална форма и стават сини или черни, когато узреят.

## Приложения
Страстните устни е добре проучен и е документиран в продължение на векове, за да осигури различни ползи за здравето на местните общности. Поради тези ползи и цялостния външен вид на растението, то е бил прекомерно брано и сега е застрашено.